# Gura Văii, Neamț
Gura Văii este un sat în comuna Girov din județul Neamț, Moldova, România.
Aparține administrativ de comuna Girov.

## Vezi și
- Biserica de lemn Sfinții Arhangheli Mihail și Gavriil din Gura Văii
- Biserica de lemn Sfântul Ioan Botezătorul din Gura Văii